# Alfred Russel Wallace
Alfred Russel Wallace, OM, FRS, britanski naravoslovec, raziskovalec, geograf, antropolog in biolog, * 8. januar 1823, Usk, Monmouthshire, Wales, † 7. november 1913, Broadstone, Dorset, Anglija.
Wallace je znan predvsem po tem, da je skoraj istočasno s Charlesom Darwinom razvil teorijo o naravnem izboru, kar je vzpodbudilo Darwina k objavi svoje teorije. Poleg tega se je Wallace udeležil številnih raziskovalnih odprav v porečje Amazonke in Malajsko otočje in postal eden največjih poznavalcev geografske razširjenosti organizmov v 19. stoletju, zaradi česar velja za začetnika biogeografije kot znanstvene discipline.
Leta 1868 mu je Kraljeva družba iz Londona podelila svojo kraljevo medaljo, leta 1908 pa je za svoje znanstvene dosežke prejel še njeno Copleyjevo medaljo.